# Ceratogomphus triceraticus
Ceratogomphus triceraticus är en trollsländeart som beskrevs av Boris Ivan Balinsky 1963. Ceratogomphus triceraticus ingår i släktet Ceratogomphus och familjen flodtrollsländor. IUCN kategoriserar arten globalt som sårbar. Inga underarter finns listade i Catalogue of Life.